# Rodnikí (Perm)
|  | Per a altres significats, vegeu «Rodnikí». |

Rodnikí (en rus: Родники) és un poble del krai de Perm, a Rússia, que pertany al districte rural de Solikamski. El 2010 tenia 1.689 habitants.